# Cephalotaxus oliveri
Cephalotaxus oliveri là một loài thực vật hạt trần trong họ Taxaceae. Loài này được Mast. mô tả khoa học đầu tiên năm 1898.